# Den Marsch blasen
Jemandem den Marsch blasen ist eine Redewendung der deutschen Sprache. 
Sie meint damit, träge oder widerspenstige Personen mit meist heftigen verbalen Mitteln zur Raison zu bringen oder zu verjagen. Wird der Begriff allerdings von einer Person auf sich selbst bezogen (der kann mir mal den M...), so ist zumeist (unter geistiger Weglassung des Anfangsbuchstaben von Marsch) eine Analogie zum Götz-Zitat beabsichtigt. 
Der Begriff stammt ursprünglich aus der Soldatensprache. Zum (Ab-)Marsch blasen war ein Trompetensignal zum Sammeln vor dem Abmarsch der Truppe. Wer ihm nicht folgte, musste mit schweren Konsequenzen rechnen. 
Der Begriff findet sich seit Beginn des 19. Jahrhunderts in der Literatur wieder.